# Чагарниця сіровола
Чагарни́ця сіровола (Montecincla jerdoni) — вид горобцеподібних птахів родини Leiothrichidae. Ендемік Індії. Раніше вважався підвидом нільгірійської чагарниці. Вид названий на честь британського орнітолога Томаса Джердона.

## Поширення і екологія
Сіроволі чагарниці поширені в Західних Гатах. Вони мешкають в горах Брахмагірі (округ Кодагу, Карнатака) та в горах Банасура (округ Ваянад, Керала). Сіроволі чагарниці живуть в густому підліску гірських тропічних лісів, в порослих густими чагарниковими зарослями ярах, на узліссях, в садах і на плантаціях. Зустрічаються на висоті від 1200 до 2285 м над рівнем моря

## Збереження
МСОП класифікує цей вид як такий, що перебуває під загрозою зникнення. За оцінками дослідників, популяція сіроволих чагарниць становить від 500 до 2500 птахів. Їм загрожує знищення природного середовища.